# Rocque Lobo
Rocque Lobo (* 4. März 1941 in Pune, Indien; † 9. September 2019 in München, Deutschland) war Gesundheitspädagoge und Professor für Sozialarbeit und Sozialpädagogik. Er erforschte als Gesundheitspädagoge Yoga und Ayurveda aus natur- und sozialwissenschaftlicher sowie philosophischer Sicht, um die traditionellen indischen Lehren und Techniken für die Gesundheitsvorsorge der modernen Gesellschaft nutzbar zu machen. In kritischer Auseinandersetzung mit der westlichen Adaption des Yoga – insbesondere im Rahmen der Fitness- und Wellness-Bewegung – entwickelte er aus dem klassischen indischen Hatha-Yoga den Marma Yoga und daraus schließlich das Shake-spear Aktivierungstraining.

## Leben
Lobo studierte Naturwissenschaften und anschließend Latein und Rhetorik am Priesterseminar in Mangalore (Südindien). Von 1961 bis 1963 setzte er sein Studium in Philosophie, indischer Musik und Yoga am päpstlichen Seminar in Pune fort und schloss es als Bachelor der Philosophie abschloss. Seine weiteren Studien führten ihn nach Eichstätt und München, wo er 1967 die Staatsprüfung in katholischer Theologie ablegte. Während der Jahre 1963 bis 1967 befasste er sich auch intensiv mit der klassischen westlichen Musik.
Seine folgenden Studien der Indologie führten zu einer Dissertation im Fach Philosophie mit dem Thema „Samkhya-Yoga und spätantiker Geist“. 1971 wurde er damit an der Münchner Ludwig-Maximilians-Universität promoviert und übernahm unmittelbar danach an der Münchner Volkshochschule die Leitung der Fachgebiete Religion, Yoga, Gesundheit sowie die Betreuung ausländischer Arbeitnehmer.
Ab 1977 leitete er die Forschungsstelle für Yoga und Ayurveda (seit 1988: Institut für Gesundheitspädagogik). Die Trägerschaft der Forschungsstelle lag anfänglich beim Berufsverband der Yogalehrenden in Deutschland. Sie wurde dann von dem unter der Leitung Lobos gegründeten Förderverein für Yoga und Ayurveda e. V. übernommen. In den Jahren 1981 bis 1986 leitete Lobo im Fortbildungsinstitut der katholischen Stiftungsfachhochschule München ein vom Bundesministerium für Bildung, Wissenschaft und Kultur gefördertes Modellprojekt zur Schaffung eines Fortbildungslehrgangs für Sozialpädagogen im Rahmen der Stressforschung und des Stressmanagements ("Integriertes Psychosomatisches Gesundheitstraining", IPSG).
Im Sommer 1986 wurde Rocque Lobo zum Professor für Sozialarbeit und Sozialpädagogik mit Schwerpunkt „Gesundheitsbildung“ an die Fachhochschule München berufen. In den Jahren 1981 bis 1985 gestaltete und leitete er Sendungen im Bayerischen Fernsehen für Bewegung und Atmung in Yoga und Ayurveda. Im März 1986 fand in München das von ihm organisierte Symposion „Der Mensch in Raum und Zeit aus der Sicht der östlichen Weisheit und der westlichen Wissenschaft“ statt, die Schirmherrschaft hatte Carl Friedrich von Weizsäcker inne. Außerdem initiierte und organisierte Lobo das erste wissenschaftliche Planungskomitee des internationalen Kongresses „Geist und Natur“, das 1988 von der Stiftung Niedersachsen in Hannover ausgerichtet wurde; Schirmherr war neben dem seinerzeitigen Ministerpräsidenten Ernst Albrecht erneut Carl Friedrich von Weizsäcker. 1990 organisierte er einen weiteren internationalen Kongress für die Stiftung Niedersachsen mit dem Titel „Gesundheit in eigener Verantwortung“. Dieser Kongress war der Auftakt für ein weiteres vom Bundesministerium für Bildung und Wissenschaft gefördertes Projekt an der Fachhochschule München unter Lobos Leitung, in welchem zunächst ein Aufbaustudium Gesundheitspädagogik für postgraduierte Studenten der Sozialpädagogik geschaffen und durchgeführt werden sollte. Das erfolgreiche Modellstudium ("Körperorientierte soziale Intervention", KSI) wurde dann 1996 von der Fachhochschule München in das Regelstudienangebot übernommen.

## Schwerpunkte
Ab 1990 beschäftigte sich Rocque Lobo intensiv mit dem Phänomen der Kriegssozialisation. Inspiriert wurde er in dieser Thematik durch das Studium des altindischen Ayurveda-Arztes Sushruta. Sushruta war „Militärarzt“ und lieferte für die Nachwelt die ersten systematisierten Ergebnisse der „chirurgischen Forschung“ der vorchristlichen Zeit. Ab 1994 widmete sich Lobo der Frage der steigenden Mobilität in der Industriegesellschaft und der daraus entstehenden Folgen für die Selbststeuerung des menschlichen Organismus. Auf diesem Gebiet arbeitete er seit 1996 intensiv mit Forschungsinstituten großer Autohersteller an der Erforschung von Möglichkeiten zur Vorwarnung vor dem und zur Vermeidung des gefürchteten „Sekundenschlafs am Steuer“. Dabei integrierte er seine Kenntnisse in Yoga und Ayurveda.

## Veröffentlichungen

### Monografien
- Yoga – Sensibilitätstraining für Erwachsene. Bd. 1: Grundwissen und Übungen. Hueber-Holzmann, München 1978
- Yoga – Elementarkurs. Bd. 3: Kreislauf. Pantainos 2004
- Ayurveda – besser leben im Rhythmus der Zeit. M & T-Verlag, Zürich u. Chur 1987, ISBN 3726531017
- Traum und Karma im Ayurveda. Philosophie und Praxis. Diederichs, München 1990, ISBN 978-3-424010220
- Horizont der Amphidromie. Institut für Gesundheitspädagogik, München 1992, ISBN 3928772007

### Herausgeber
- Jahrbuch für Yoga. Prana 1980 – Ostasiatische Meditationstechnik und ihre Anwendung in der westlichen Welt. Wissenschaftlicher Beirat: Johann Kugler, Paul Matussek u. Carl Friedrich von Weizsäcker. Barth bei Scherz, München 1980, ISBN 3502677026
- Jahrbuch für Yoga. Prana 1981 – Ostasiatische Meditationstechniken und ihre Anwendung in der westlichen Welt. Barth bei Scherz, München 1981
- Jahrbuch für Yoga 1982/83. Ostasiatische Meditationstechniken und ihre Anwendung in der westlichen Welt. DuMont, Köln 1982, ISBN 3770114434